# JKS 1909 Jarosław

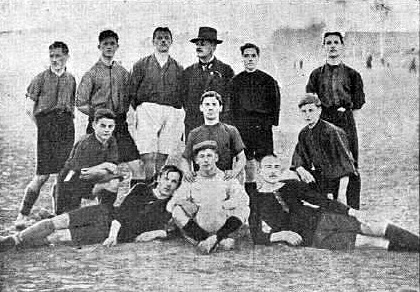
Piłkarze Pogoni Jarosław w 1909 roku

Jarosławski Klub Sportowy 1909 Jarosław – polski klub piłkarski z Jarosławia, założony w 1909 roku.

## Historia
Chronologia nazw:
- 1909: KS [Klub Sportowy] Pogoń Jarosław
- 1914—1916: nie funkcjonował
- 1916: SKS [Sokoli Klub Sportowy] Jarosłavia Jarosław
- 1927: WKS [Wojskowy Klub Sportowy] Ognisko Jarosław
- 1938: JKS [Jarosławski Klub Sportowy] Jarosław
- 1949: ZS [Zrzeszenie Sportowe] Związkowiec Jarosław
- 1951: ZS Spójnia Jarosław
- 1955: KS [Klub Sportowy] Sparta Jarosław
- 1956: JKS Jarosław
- 1999: JKS 1909 Jarosław

Klub sportowy JKS Jarosław został założony Jarosławiu jako filia klubu Pogoń Lwów w 1909 roku pod nazwą Pogoń Jarosław. W czasie I wojny światowej, w 1914 roku nazwa została zmieniona na Jarosłavia Jarosław, a klub stał się samodzielny. W 1922 roku zespół piłkarski po raz pierwszy zgłoszono do rozgrywek klasy C okręgu lwowskiego, podokręgu jarosławsko-przemyskiego. Niestety, kłopoty finansowe spowodowały, że w roku 1927 zawieszono nawet na pewien czas działalność sekcji piłkarskiej, z której spora część zawodników przeniosła się do tworzonej przez wojsko drużyny „Ogniska”. Wojskowy klub stał się piłkarską siłą numer jeden w mieście, podczas gdy Jarosłavii pozostała rywalizacja w niższych klasach rozgrywkowych. Z końcem 1938 roku Jarosłavia uniezależniła się od TG „Sokół”, przyjmując nazwę Jarosławski Klub Sportowy, w skrócie JKS Jarosław.
Na Zielone Świątki tj. dni 25/26 maja 1947 zaplanowano uroczyste otwarcie stadionu przy ul. Bandurskiego. 
We wczesnym okresie PRL drużyny JKS występowały pod innymi nazwami w ramach nomenklatury zrzeszeń sportowych: Związkowiec Jarosław (1949–1950), Spójnia Jarosław (1951–1954), Sparta Jarosław (1955).
17 grudnia 1988 odbyła się w Jarosławiu uroczystość z okazji 50-lecia istnienia JKS. W 1989 zorganizowano plebiscyt na najpopularniejszego sportowca 50-lecia klubu, w którym pierwsze miejsce zajęła Maria Kiper-Oczakowska (piłka ręczna), drugie Bronisław Dudziński (podnoszenie ciężarów, hokej na lodzie), trzecie Adam Kisiel i Ryszard Blajer (kajakarstwo), zaś działaczem 50-lecia został wybrany Roman Bester.
W 1999 na 90. rocznicę istnienia, dla podkreślenia długiej historii klubu do nazwy dodano rok powstania klubu- JKS 1909 Jarosław.
W sezonie 2009/2010 zajął 11. miejsce w IV lidze podkarpackiej. W sezonie 2010/2011 uplasował się na 4. miejscu tracąc szansę na awans w ostatniej kolejce. W sezonie 2013/2014 będąc beniaminkiem III ligi zespół w rundzie jesiennej był liderem, a ostatecznie rozgrywki zakończył na 2. miejscu.
Klub w 2009 obchodził jubileusz 100-lecia istnienia. Z tej okazji zorganizowano m.in. mecz z drużyną Cracovii (wygrana JKS-u 1:0) oraz z Karpatami Lwów. Bogdan Zając został sportowcem 100-lecia JKS Jarosław. Główne uroczystości odbyły się w Jarosławiu w dniach 5-6 czerwca 2009.

## Sekcje sportowe
Pierwotnie klub posiadał następujące sekcje:
- piłka nożna mężczyzn
- piłka ręczna mężczyzn
- piłka ręczna kobiet
- boks
- koszykówka kobiet
- hokej na lodzie (zobacz: JKS Jarosław (hokej na lodzie))
- hokej na trawie
- gimnastyka

Kobieca sekcja piłki ręcznej odnosiła następujące sukcesy:
- 3 miejsce w Mistrzostwach Polski w piłce ręcznej kobiet – rok 1997,
- finalista Pucharu Polski w piłce ręcznej kobiet,
- udział w Pucharze Zdobywców Pucharów.

Ostatecznie sekcję tę odłączono i powołano osobny klub o nazwie Jarosłavia Jarosław zmienioną później na 7 Jarosław (obecnie 1 liga).
Sekcja bokserska również odnosiła sukcesy: na arenie ogólnopolskiej i międzynarodowej.
Obecnie istnieje jedynie sekcja piłki nożnej, która prowadzi:
- klub rezerwowy pod nazwą JKS II Jarosław grający w B-klasie czyli 8. lidze,
- szkółkę piłki nożnej,
- drużynę juniorów młodszych,
- drużynę juniorów starszych,
- drużynę old boyów.

## Osiągnięcia
Największym osiągnięciem klubu JKS 1909 Jarosław było zajęcie 2. miejsca w rozgrywkach o mistrzostwo rzeszowsko-lubelskiej ligi okręgowej (wówczas trzeci poziom ligowy) w sezonie 1961/1962.
W Pucharze Polski JKS dotarł do II rundy (1/16 finału) w edycji 1977/1978 (porażka z Piastem Gliwice 1:2 po utracie gola w 90. minucie gry).
Klub JKS 1909 Jarosław wychował także grającego w polskiej kadrze mistrza Polski i zdobywcę Pucharu Polski z Wisłą Kraków, a w latach 2020-21 trenera Jagiellonii Białystok Bogdana Zająca, który corocznie w grudniu organizuje w Jarosławiu turniej futsal.

## Władze klubu
| Lp. | Prezes JKS          | Kadencja | Kadencja |
| Lp. | Prezes JKS          | od       | do       |
| --- | ------------------- | -------- | -------- |
| 1   | Andrzej Maj         | 1909     | 1918     |
| 2   | Wiktor Ostrowski    | 1918     | 1928     |
| 3   | Zdzisław Grabowski  | 1928     | 1938     |
| 4   | Andrzej Wajdowicz   | 1938     | 1939     |
| 5   | Leopold Arendt      | 1944     | 1945     |
| 6   | Władysław Budzisz   | 1945     | 1947     |
| 7   | Józef Ociecki       | 1947     | 1950     |
| 8   | Tadeusz Diakun      | 1950     | 1953     |
| 9   | Roman Bester        | 1953     | 1958     |
| 10  | Andrzej Smagała     | 1958     | 1962     |
| 11  | Tadeusz Romaniszyn  | 1962     | 1966     |
| 12  | Jan Leśniak         | 1966     | 1970     |
| 13  | Andrzej Guziński    | 1970     | 1973     |
| 14  | Lesław Kulpa        | 1973     | 1976     |
| 15  | Zbigniew Grandys    | 1976     | 1977     |
| 16  | Adam Zastyrec       | 1977     | 1979     |
| 17  | Roman Fedan         | 1979     | 1982     |
| 18  | Emil Dąbrowski      | 1982     | 1987     |
| 19  | Eugeniusz Mazurek   | 1987     | 1988     |
| 20  | Zdzisław Domino     | 1989     | 1989     |
| 21  | Józef Maziarek      | 1989     | 1992     |
| 22  | Ryszard Chrzanowski | 1992     | 1996     |
| 23  | Cezary Aftowicz     | 1996     | 1998     |
| 24  | Andrzej Horski      | 1998     | 2001     |
| 25  | Marian Kozłowski    | 2001     | 2003     |
| 26  | Roman Kałamarz      | 2003     | 2005     |
| 27  | Jerzy Krzeptoń      | 2005     | 2009     |
| 28  | Maciej Bierzyński   | 2009     | 2010     |
| 29  | Witold Rogala       | 2010     | nadal    |

| Lp. | Wiceprezes JKS       | Kadencja | Kadencja |
| Lp. | Wiceprezes JKS       | od       | do       |
| --- | -------------------- | -------- | -------- |
| 1   | Stanisław Teleśnicki | 1909     | 1920     |
| 2   | Kazimierz Skarbowski | 1920     | 1939     |
| 3   | Józef Stec           | 1944     | 1966     |
| 4   | Jerzy Śmigielski     | 1966     | 1976     |
| 5   | Roman Fedan          | 1976     | 1979     |
| 6   | wakat                | 1979     | 1982     |
| 7   | Zbigniew Fedor       | 1982     | 1989     |
| 8   | Marian Lotycz        | 1989     | 1990     |
| 9   | Tadeusz Słowik       | 1990     | 1996     |
| 10  | Maciej Bierzyński    | 1996     | 2009     |
| -   | Jerzy Kłopot         | 1996     | 2009     |
| 28  | Witold Rogala        | 2009     | 2010     |
| 29  | Maciej Głowa         | 2010     | nadal    |

## Szkoleniowcy
| Lata      | Trener                | Asystent           |
| --------- | --------------------- | ------------------ |
| 1906–1939 | Franciszek Skopal     |                    |
| 1944–1956 | Andrzej Kardasiński   |                    |
| 1956–1960 | Ludwik Melnarowicz    |                    |
| 1957–     | Władysław Lemiszko    |                    |
| 1960–1961 | Bronisław Dudziński   |                    |
| 1961–1976 | Michał Kraus          |                    |
| 1976–1978 | Michał Królikowski    | Edward Chmielewski |
| 1978      | Zbigniew Szumski      | Edward Chmielewski |
| 1978–1980 | Edward Chmielewski    |                    |
| 1980–1982 | Tadeusz Piotrowski    |                    |
| 1982–1983 | Leszek Cicirko        |                    |
| 1983–1986 | Józef Maciaszek       | Marek Strenczak    |
| 1986–1989 | Jan Duda              | Marek Strenczak    |
| 1989–1993 | Marek Strenczak       | Henryk Osiński     |
| 1993–1994 | Henryk Osiński        |                    |
| 1994      | Marek Strawa          |                    |
| 1994      | Jerzy Strączkowski    |                    |
| 1994–1997 | Marek Strawa          |                    |
| 1997–1998 | Marek Strenczak       |                    |
| 1998–2000 | Marek Strawa          |                    |
| 2000–2001 | Jerzy Daniło          |                    |
| 2001      | Józef Maciaszek       |                    |
| 2001–2005 | Jacek Mikłasz         |                    |
| 2005–2006 | Krzysztof Stefanowski |                    |
| 2006      | Henryk Rożek          |                    |
| 2006–2008 | Jacek Mikłasz         |                    |
| 2008–2009 | Jerzy Strączkowski    |                    |
| 2009      | Bogusław Noga         |                    |
| 2010–2011 | Jarosław Zając        |                    |
| 2011      | Stefan Pietraszewski  |                    |
| 2011      | Jerzy Daniło          |                    |
| 2011–2014 | Paweł Załoga          |                    |
| Od 2014   | Grzegorz Łuczyk       |                    |

| Lata      | Trener                 | Asystent         |
| --------- | ---------------------- | ---------------- |
| 1969–1971 | Antoni Wańkowicz       | January Pałys    |
| 1971–1972 | Jadwiga Uszyńska       | January Pałys    |
| 1972–1980 | January Pałys          |                  |
| 1980      | Tadeusz Król           |                  |
| 1980–1987 | Wiesław Sabaj          |                  |
| 1987–1988 | Tadeusz Ziemba         |                  |
| 1988      | Barbara Wieczorkiewicz |                  |
| 1988–1990 | January Pałys          |                  |
| 1990–1991 | Anatolij Glebow        | Elżbieta Szuba   |
| 1991–1994 | Józef Cebularz         | Elżbieta Szuba   |
| 1994–1996 | Walerij Metwajew       | Galina Kowalenko |
| 1996      | Konrad Schneider       | Galina Kowalenko |
| 1996      | Galina Kowalenko       |                  |
| 1996–1997 | Józef Cebularz         | Galina Kowalenko |
| 1997–1998 | Krzysztof Biernacki    | Galina Kowalenko |
| 1998–1999 | Józef Cebularz         | Galina Kowalenko |
| 1999      | Ben Amri               |                  |
| 1999–2000 | January Pałys          | Ben Amri         |

## Turnieje
20 czerwca 2009 roku odbył się turniej piłki nożnej młodzików z rocznika 1997.
Drużyny biorące udział w turnieju:
- JKS 1909 Jarosław
- Cracovia
- Wisła Kraków
- Legia Warszawa
- Hutnik Kraków
- Arka Gdynia
- Stal Rzeszów
- Motor Lublin
- Reprezentacja Małopolski
- Reprezentacja OZPN Jarosław
- Hałyczyna Drohobycz
- Karpaty Lwów